# ブンクル州知事一覧
本項では、ブンクル州知事（Gubernur Bengkulu）を一覧する。ブンクル州知事は、ブンクル州の首長である。最初の州知事はアリ・アミンで1968年11月4日就任。最も直近に選出された州知事はヘルミ・ハッサンで2025年2月20日就任。最も長い期間務めた州知事はスプラプトで、1979年から1989年まで約10年間務めた。最も短い期間務めた州知事はハムカ・サブリで、2021年2月12日から2月18日までの僅か6日務めた。

## 州知事一覧
ゴルカル
  ナスデム党
  国民信託党
  無所属
| 職名 | 氏名                           | 画像 | 出身等               | 任期                                                          | 副知事                                       |
| ---- | ------------------------------ | ---- | -------------------- | ------------------------------------------------------------- | -------------------------------------------- |
| 1    | アリ・アミン                   |      | 無所属               | 1968年11月4日 ‐ 1974年2月21日                                 | 空席                                         |
| 2    | アブドゥル・ハリック           |      | 無所属               | 1974年 ‐ 1979年                                               | 空席                                         |
| 3    | スプラプト                     |      | ゴルカル             | 1979年 ‐ 1984年1984年 ‐ 1989年                                | M・ソフィアン・ユスフ ラジ・ヤヒャ           |
| 4    | ラジ・ヤヒャ                   |      | ゴルカル             | 1989年7月17日 ‐ 1994年7月16日                                 | ウスップ・スプリヤディ イスカンダル・ラミス  |
| 5    | アジス・アフマド               |      | 無所属               | 1994年 ‐ 1999年                                               | ウスップ・スプリヤディ イスカンダル・ラミス  |
| —    | アンディ・ジャラル・バティアル |      | 無所属               | 1999年 ‐ 1999年                                               | 空席                                         |
| 6    | ハッサン・ゼン                 |      | 無所属               | 1999年 ‐ 2004年                                               | ウスップ・スプリヤディ イスカンダル・ラミス  |
| —    | スマン・ウィジョヨ             |      | 無所属               | 2004年 ‐ 2005年                                               | 空席                                         |
| 7    | アグスリン・ナジャムディン     |      | 福祉正義党ナスデム党 | 2005年11月29日 ‐ 2010年11月29日2010年11月29日 ‐ 2012年4月17日 | ムハンマド・シャムランジュナイディ・ハムシャ |
| —8   | ジュナイディ・ハムシャ         |      | 無所属               | 2011年1月20日 ‐ 2012年12月17日2012年12月17日 ‐ 2015年12月1日  | 空席スルタン・バティアル・ナジャムディン     |
| —    | スハジャル・ディアントロ       |      | 無所属               | 2015年12月1日 ‐ 2016年2月12日                                 | 空席                                         |
| 9    | リドワン・ムクティ             |      | ゴルカル             | 2016年2月12日 ‐ 2017年6月21日                                 | ロヒディン・メルシャ                         |
| —10  | ロヒディン・メルシャ           |      | 無所属               | 2017年6月22日 ‐ 2018年12月10日2018年12月10日 ‐ 2021年2月12日  | 空席デディ・エルマンシャ                     |
| —    | ハムカ・サブリ                 |      | 無所属               | 2021年2月12日 ‐ 2021年2月18日                                 | 空席                                         |
| —    | ロベルト・シンボロン           |      | 無所属               | 2021年2月18日 ‐ 2021年2月25日                                 | 空席                                         |
| (10) | ロヒディン・メルシャ           |      | 無所属               | 2021年2月25日 ‐ 2025年2月20日                                 | ロスジョンシャ・シャヒリ                     |
| 11   | ヘルミ・ハッサン               |      | 国民信託党           | 2025年2月20日 ‐                                               | ミアン                                       |